# Dra Abu el-Naga
Dra Abu el-Naga (arabsko ذراع أبو النجا, Ḏirāʿ Abū n-Naǧā) je nekropola na zahodnem bregu Nila v Tebah, Egipt, tik ob vhodu v suh zaliv, ki vodi v Deir el Bahri, in severno od nekropole el-Assasif. 
Nekropola je blizu Doline kraljev. Služila je verjetno za pokopavanje faraonov Sedemnajste dinastije. Na njej je v grobnici ANB morda pokopan faraon Amenhotep I. Na tem mestu so se pokopavali tudi uradniki Novega kraljestva, ki so uradovali v Tebah.
V koptskem obdobju je bil na griču nad faraonskim pokopališčem zgrajen samostan Deir el-Bahit.

## Pomembne grobnice
- ANB – morda  Amenhotep I. in Ahmoz-Nefertari
- TT13 – Šuroj
- TT255 – Roj
- Neferhotep, najdišče papirusa  Boulaq 18
- Userhat, Novo kraljestvo, 18. stoletje pr. n. št. V grobnici so leta 2017 odkrili mumije, deset lesenih sarkofagov in več kot 10.000 pogrebnih kipov.[2][3][4]
- Kampp 150
- Kampp 161
- Grobnica  Ramzesnaht

## Vir
- Marilina Betrò, Del Vesco Paolo, Gianluca Miniaci: Seven seasons at Dra Abu El-Naga. The tomb of Huy (TT 14): preliminary results, Progetti 3, Pisa 2009.